# Société de tir de Pontarlier
La société de tir de Pontarlier (souvent raccourci en "ST Pontarlier") est un club de tir sportif basé à Pontarlier, dans le Doubs. On y pratique le tir à la carabine 10 et 50 m et le tir au pistolet 10, 25 et 50 m. Elle comptait 134 licenciés en 2011. L'équipe carabine du club est actuellement en division 1 national à 10 et 50 m.

## Stands de tir
- Stand de tir des Poudrières (25, 50 m et club-house)[1]
- Centre sportif municipal (10 m, école de tir)

## Histoire
La société de tir a été fondée en 1878. L'ancien stand, dans lequel on pouvait tirer jusqu'à 300 m, était situé dans l'actuel quartier résidentiel situé derrière la gare, au pied de la chapelle de l'Espérance. Une rue porte d'ailleurs encore le nom de "rue du stand". Depuis 1981, la société a déménagé au stand des Poudrières, situé entre les communes de Pontarlier, Houtaud et Dommartin. Elle possède également un stand de tir 10 m au centre-ville de Pontarlier, dans le centre sportif municipal.
Daniel Brun est le président du club depuis une quinzaine d'années.

Dès 2012 des projets de modernisation ont permis l'installation de cible électronique sur le stand 10 m ainsi que sur celui à 50 m.

## Résultats
La société a connu une première période faste entre la fin des années 1950 et le début des années 1960 puisqu'elle comptait dans ses rangs des membres de l'équipe de France : Maurice Racca fut ainsi sélectionné pour les Jeux Olympiques de Melbourne en 1956 tout comme Pierre Guy aux Jeux Olympiques de Rome en 1960 et aux Jeux olympiques de Tokyo en 1964.
Depuis le début des années 2000 la société se construit une place importante dans le paysage du tir français, et ce malgré un nombre modeste de licenciés. Sous l'impulsion de Daniel Brun, un effort a d'abord été fait sur la formation de nouveaux jeunes, Pontarlier est devenu au cours de la décennie la plus grosse école de tir régionale, en nombre de tireurs et en résultats. Durant cette période, plusieurs tireurs ont intégré les équipes de France jeune et sénior :
- Jean-Yves Adréani (né en 1984), plusieurs titres de champion de France chez les jeunes.
- Jérémy Monnier (né en 1989), double champion d'Europe junior, actuellement en équipe de France sénior (participation aux JO 2012 et 2016[3],[4])
- Yohan Monnier (né en 1990), vice-champion d'Europe junior par équipe
- Émilie Evesque (née en 1988), arrivée au club en 2006 en provenance de la ST Montpellier, actuellement en équipe de France dame (participation aux JO 2012)
- Pierre Bessot (né en 1994), champion de France cadet 2010 et 2011, et double champion de France junior 2013[5].

Ce dynamisme a permis au club d'accéder à l'élite nationale à 10 et 50 m (division 1 du championnat de France des Clubs).

### Podiums nationaux
- 2018 : 
  - Championnat de France 10 mètres à Tarbes : Carabine séniors 1 - 1ère place par équipe : Jérémy MONNIER, Pierre BESSOT et Maxime BESSOT[7].
  - Championnat de France des Clubs 10 mètres à Auxonne, 3ème place (2ème du match de qualification avec un score de 1520) avec l'équipe : Jérémy MONNIER, Amélie AVELINE, Jade VARDANEGA, Maxime et Pierre BESSOT (Entraîneur - Daniel BRUN).

- 2019, 23 mars : championnat de France des Clubs 10 mètres à Carcassonne. 3ème place avec l'équipe constituée de Amélie et Thibault AVELINE, Pierre et Maxime BESSOT, Jeremy MONNIER[8].
- 2024 VANDENBUSSCHE Alain 3eme place au championnat de France 10 mètres à Châteauroux

## Organisations
La Société a notamment organisé les championnats de France de Tir du 4 au 13 septembre 1964.
Elle a également eu en charge l'organisation de plusieurs Coupes de France 25/50m entre 1994 et 2003.
Elle organise traditionnellement les championnats régionaux 25/50m.
L'installation de cibles électroniques a permis d'organiser les championnats de France des clubs en 2017.